# ISO 639:v
Dies ist die Liste der ISO-639-3-Sprachcodes beginnend mit v.
Index |
a |
b |
c |
d |
e |
f |
g |
h |
i |
j |
k |
l |
m |
n |
o |
p |
q |
r |
s |
t |
u |
v |
w |
x |
y |
z
Abkürzungen werden in der Tabelle wie folgt verwendet:
- Scope: I = individual language (Einzelsprache), M = macrolanguage (Makrosprache), S = Spezialcode
- Type: A = ancient (alte Sprache, ausgestorben in alter Zeit), C = constructed (konstruiert), E = extinct (ausgestorben in jüngerer Zeit), H = historical (historische Sprache, unterschieden von ihrer modernen Sprachform), L = living (lebende Sprache), S = Spezialcode

Zurückgezogene Codes (retired codes) sind in Klammern eingeschlossen.
Die Spalte Sprachenfamilie enthält die Sprachfamilie oder die Makrosprache der jeweiligen Sprache.
Werden Codes hier nicht gefunden, könnten sie auch noch unter ISO-639-2- oder unter ISO-639-5-Codes zu finden sein.
| 639-3 | 639-1 | 639-2B | Sprache                         | ISO-Sprachbezeichnung         | Scope/ Type | Sprachenfamilie                            |
| ----- | ----- | ------ | ------------------------------- | ----------------------------- | ----------- | ------------------------------------------ |
| vaa   |       |        | Vaagri Booli                    | Vaagri Booli                  | I/L         | Indoarische Sprachen                       |
| vae   |       |        | Vale                            | Vale                          | I/L         | Zentralsudanische Sprachen                 |
| vaf   |       |        | Vafsi                           | Vafsi                         | I/L         | Iranische Sprachen                         |
| vag   |       |        | Vagla                           | Vagla                         | I/L         | Gurunsi-Sprachen                           |
| vah   |       |        | Varhadi-Nagpuri                 | Varhadi-Nagpuri               | I/L         | Indoarische Sprachen                       |
| vai   |       | vai    | Vai                             | Vai                           | I/L         | Mande-Sprachen                             |
| vaj   |       |        | Vasekela Bushman                | Vasekela Bushman              | I/L         | Khoisansprachen                            |
| val   |       |        | Vehes                           | Vehes                         | I/L         | Ozeanische Sprachen                        |
| vam   |       |        | Vanimo                          | Vanimo                        | I/L         | Skosprachen                                |
| van   |       |        | Valman, Walman                  | Valman                        | I/L         | Torricelli-Sprachen                        |
| vao   |       |        | Vao                             | Vao                           | I/L         | Malakula-Sprachen                          |
| vap   |       |        | Vaiphei                         | Vaiphei                       | I/L         | Mizo-Kuki-Chin-Sprachen                    |
| var   |       |        | Huarijio                        | Huarijio                      | I/L         | Südliche Uto-aztekische Sprachen           |
| vas   |       |        | Vasavi                          | Vasavi                        | I/L         | Indoarische Sprachen                       |
| vau   |       |        | Vanuma                          | Vanuma                        | I/L         | Bantusprachen                              |
| vav   |       |        | Varli                           | Varli                         | I/L         | Indoarische Sprachen                       |
| vay   |       |        | Wayu                            | Wayu                          | I/L         | Kiranti-Sprachen                           |
| vbb   |       |        | Südost-Babar                    | Babar, Southeast              | I/L         | Babar-Sprachen                             |
| vbk   |       |        | Southwestern Bontok             | Southwestern Bontok           | I/L         | Nord-Luzon-Sprachen                        |
| vec   |       |        | Venedisch, Venetisch, Venezisch | Venetian                      | I/L         | Romanische Sprachen                        |
| ved   |       |        | Veddah                          | Veddah                        | I/L         | Isolierte Sprachen                         |
| vel   |       |        | Veluws                          | Veluws                        | I/L         | Westgermanische Sprachen                   |
| vem   |       |        | Vemgo-Mabas                     | Vemgo-Mabas                   | I/L         | Tschadische Sprachen                       |
| ven   | ve    | ven    | Tshivenda                       | Venda                         | I/L         | Bantusprachen                              |
| veo   |       |        | Ventureño                       | Ventureńo                     | I/E         | Chumash-Sprachen                           |
| vep   |       |        | Wepsisch                        | Veps                          | I/L         | Ostseefinnische Sprachen                   |
| ver   |       |        | Mom Jango                       | Mom Jango                     | I/L         | Gur-Sprachen                               |
| vgr   |       |        | Vaghri                          | Vaghri                        | I/L         | Indoarische Sprachen                       |
| vgt   |       |        | Flämische Gebärdensprache       | Vlaamse Gebarentaal           | I/L         | Französische Gebärdensprachen              |
| vic   |       |        | Virgin Islands Creole English   | Virgin Islands Creole English | I/L         | Englischbasierte Kreolsprachen             |
| vid   |       |        | Vidunda                         | Vidunda                       | I/L         | Bantusprachen                              |
| vie   | vi    | vie    | Vietnamesisch                   | Vietnamese                    | I/L         | Vietische Sprachen                         |
| vif   |       |        | Vili                            | Vili                          | I/L         | Kikongo-Sprachen                           |
| vig   |       |        | Viemo                           | Viemo                         | I/L         | Gur-Sprachen                               |
| vil   |       |        | Vilela                          | Vilela                        | I/L         | Lule-Vilela-Sprachen                       |
| vin   |       |        | Vinza                           | Vinza                         | I/L         | Bantusprachen                              |
| vis   |       |        | Vishavan                        | Vishavan                      | I/L         | Dravidische Sprachen                       |
| vit   |       |        | Viti                            | Viti                          | I/L         | Graslandsprachen                           |
| viv   |       |        | Iduna                           | Iduna                         | I/L         | Ozeanische Sprachen                        |
| vka   |       |        | Kariyarra                       | Kariyarra                     | I/E         | Pama-Nyunga-Sprachen                       |
| vki   |       |        | Ija-Zuba                        | Ija-Zuba                      | I/L         | West-Benue-Kongo-Sprachen                  |
| vkj   |       |        | Kujarge                         | Kujarge                       | I/L         | Unklassifizierte Sprache                   |
| vkk   |       |        | Kaur                            | Kaur                          | I/L         | Malayo-Sumbawa-Sprachen                    |
| vkl   |       |        | Kulisusu                        | Kulisusu                      | I/L         | Bungku-Tolaki-Sprachen                     |
| vkm   |       |        | Kamakan                         | Kamakan                       | I/E         | Macro-Ge-Sprachen                          |
| vko   |       |        | Kodeoha                         | Kodeoha                       | I/L         | Bungku-Tolaki-Sprachen                     |
| vkp   |       |        | Korlai-Kreol                    | Korlai Creole Portuguese      | I/L         | Portugiesischbasierte Kreolsprachen        |
| vkt   |       |        | Malay, Tenggarong Kutai         | Malay, Tenggarong Kutai       | I/L         | Malayo-Sumbawa-Sprachen                    |
| vku   |       |        | Kurrama                         | Kurrama                       | I/L         | Pama-Nyunga-Sprachen                       |
| (vky) |       |        | Kayu Agung                      | Kayu Agung                    |             | Malayo-polynesische Sprachen               |
| vlp   |       |        | Valpei                          | Valpei                        | I/L         | West-Santo-Sprachen                        |
| (vlr) |       |        | Vatrata                         | Vatrata                       | I/L         | Ozeanische Sprachen                        |
| vls   |       |        | Westflämisch                    | West Flemish                  | I/L         | Westgermanische Sprachen                   |
| vma   |       |        | Martuyhunira                    | Martuyhunira                  | I/L         | Pama-Nyunga-Sprachen                       |
| vmb   |       |        | Mbabaram                        | Mbabaram                      | I/E         | Pama-Sprachen                              |
| vmc   |       |        | Mixtec, Juxtlahuaca             | Mixtec, Juxtlahuaca           | I/L         | Mixtekische Varietäten                     |
| vmd   |       |        | Koraga, Mudu                    | Koraga, Mudu                  | I/L         | Dravidische Sprachen                       |
| vme   |       |        | Ost-Masela                      | Masela, East                  | I/L         | Babar-Sprachen                             |
| vmf   |       |        | Ostfränkisch                    | Mainfränkisch                 | I/L         | Westgermanische Sprachen                   |
| vmg   |       |        | Minigir                         | Minigir                       | I/L         | Ozeanische Sprachen                        |
| vmh   |       |        | Maraghei                        | Maraghei                      | I/L         | Iranische Sprachen                         |
| vmi   |       |        | Miwa                            | Miwa                          | I/E         | Wororansprachen                            |
| vmj   |       |        | Mixtec, Ixtayutla               | Mixtec, Ixtayutla             | I/L         | Mixtekische Varietäten                     |
| vmk   |       |        | Makua-Shirima                   | Makhuwa-Shirima               | I/L         | Bantusprachen                              |
| vml   |       |        | Malgana                         | Malgana                       | I/E         | Pama-Nyunga-Sprachen                       |
| vmm   |       |        | Mixtec, Mitlatongo              | Mixtec, Mitlatongo            | I/L         | Mixtekische Varietäten                     |
| (vmo) |       |        | Muko-Muko                       | Muko-Muko                     |             | Malayo-Sumbawa-Sprachen                    |
| vmp   |       |        | Mazatec, Soyaltepec             | Mazatec, Soyaltepec           | I/L         | Mazatekische Sprachen                      |
| vmq   |       |        | Mixtec, Soyaltepec              | Mixtec, Soyaltepec            | I/L         | Mixtekische Varietäten                     |
| vmr   |       |        | Marenje                         | Marenje                       | I/L         | Bantusprachen                              |
| vms   |       |        | Moksela                         | Moksela                       | I/E         | Unklassifizierte Sprache                   |
| vmu   |       |        | Muluridyi                       | Muluridyi                     | I/E         | Pama-Sprachen                              |
| vmv   |       |        | Chico, Valley Maidu             | Maidu, Valley                 | I/E         | Maidu-Sprachen                             |
| vmw   |       |        | Zentral-Makua                   | Makhuwa                       | I/L         | Bantusprachen                              |
| vmx   |       |        | Mixtec, Tamazola                | Mixtec, Tamazola              | I/L         | Mixtekische Varietäten                     |
| vmy   |       |        | Mazatec, Ayautla                | Mazatec, Ayautla              | I/L         | Mazatekische Sprachen                      |
| vmz   |       |        | Mazatec, Mazatlán               | Mazatec, Mazatlán             | I/L         | Mazatekische Sprachen                      |
| vnk   |       |        | Vano                            | Vano                          | I/L         | Ozeanische Sprachen                        |
| vnm   |       |        | Vinmavis                        | Vinmavis                      | I/L         | Malakula-Sprachen                          |
| vnp   |       |        | Vunapu                          | Vunapu                        | I/L         | West-Santo-Sprachen                        |
| vol   | vo    | vol    | Volapük                         | Volapük                       | I/C         | Konstruierte Sprache                       |
| vor   |       |        | Voro                            | Voro                          | I/L         | Adamawa-Sprachen                           |
| vot   |       | vot    | Wotisch                         | Votic                         | I/L         | Ostseefinnische Sprachen                   |
| vra   |       |        | Vera'a                          | Vera'a                        | I/L         | Torres-Banks-Sprachen                      |
| vro   |       |        | Vőro                            | Vőro                          | I/L         | Ostseefinnische Sprachen                   |
| vrs   |       |        | Varisi                          | Varisi                        | I/L         | Ozeanische Sprachen                        |
| vrt   |       |        | Burmbar                         | Burmbar                       | I/L         | Malakula-Sprachen                          |
| vsi   |       |        | Moldauische Gebärdensprache     | Moldova Sign Language         | I/L         | Österreichisch-ungarische Gebärdensprachen |
| vsl   |       |        | Venezolanische Gebärdensprache  | Venezuelan Sign Language      | I/L         | Gebärdensprache                            |
| vsv   |       |        | Valencianische Gebärdensprache  | Valencian Sign Language       | I/L         | Gebärdensprache                            |
| vto   |       |        | Vitou                           | Vitou                         | I/L         | Papuasprachen                              |
| vum   |       |        | Vumbu                           | Vumbu                         | I/L         | Bantusprachen                              |
| vun   |       |        | Vunjo                           | Vunjo                         | I/L         | Bantusprachen                              |
| vut   |       |        | Wute                            | Vute                          | I/L         | Mambiloide Sprachen                        |
| vwa   |       |        | Awa (China)                     | Awa (China)                   | I/L         | Palaung-Wa-Sprachen                        |